# الحسين طلال (فنان تشكيلي)
الحسين طلال (1942 - 19 فبراير 2022)، هو فنان تشكيلي مغربي، يُعد أحد أهرامات الفن التشكيلي في المغرب، شارك في العديد من المعارض عبر العالم، وهو نجل الفنانة التشكيلية الفطرية الراحلة الشعيبية طلال.
ولد عام 1942 في قرية شتوكة (إقليم الجديدة)، نظم أولى معارضه الباريسية سنة 1967، وفاز بجوائز عدة.

## وفاته
توفي يوم السبت 19 فبراير 2022 بمدينة الدار البيضاء عن عمر يناهز 80 سنة.

## إنجازاته
- جائزة معرض المصمم جاك ماجوريل بمراكش، مطلع الستينات [7]

- الجائزةَ الكبرى في «صالون الشتاء» بالمغرب عام 1965[8]
- رواق غاليري رُو" و"متحف الفنون المعاصرة" الباريسيَّين سنتَي 1967 و1974 على التوالي [9]
- رواق روي بالعاصمة الفرنسية باريس سنة 1967[8]
- أسّس سنة 1982 معرضاً في الدار البيضاء[10]
- ترأّس في إيران لجنة تحكيم «البينالي الثالث للفن الإسلامي» عام 2005.[9]